# Nyhavn
Nyhavn és l'antic port de Copenhaguen i un dels pocs carrers de la ciutat que manté l'aspecte original, ja que la majoria de cases de fusta van cremar-se en diversos incendis. La casa més antiga, la nº 9, data de 1681. Actualment Nyhavn és una de les zones d'oci més exclusives i populars de la ciutat, amb molts de bars i restaurants. Des d'aquí comença el passeig que condueix a la principal atracció turística de la ciutat, La Sireneta, passant pel palau reial d'Amalienborg.

## Galeria

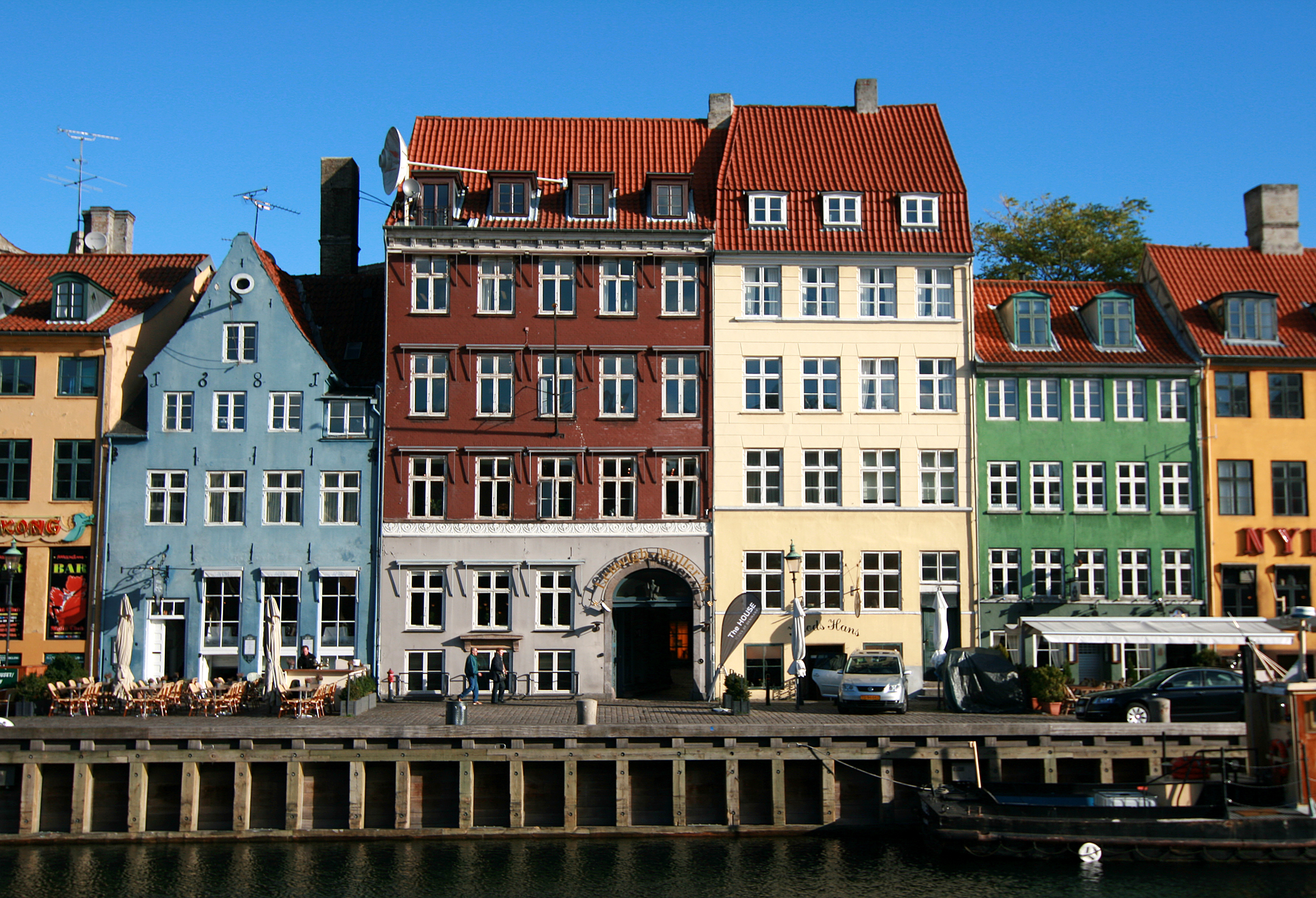
Nyhavn 9-15
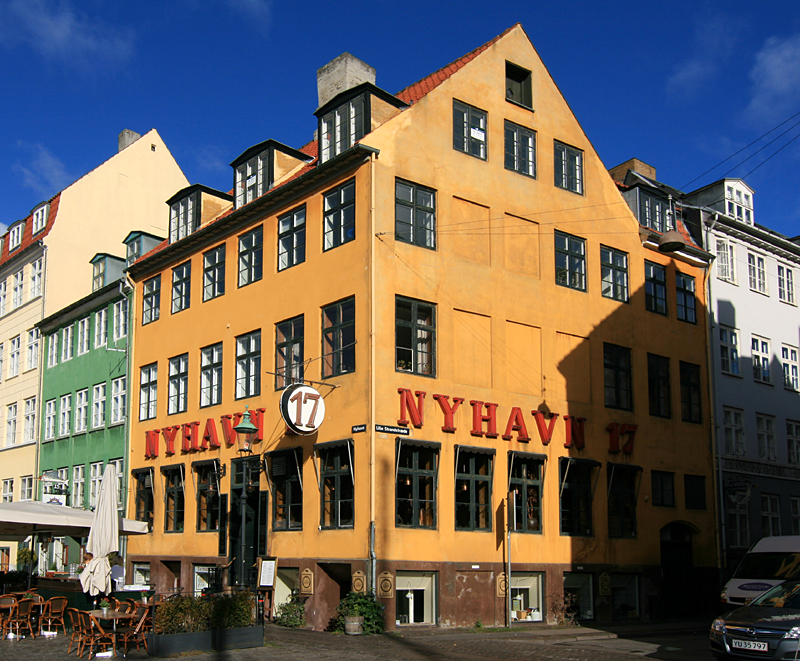
Nyhavn 17
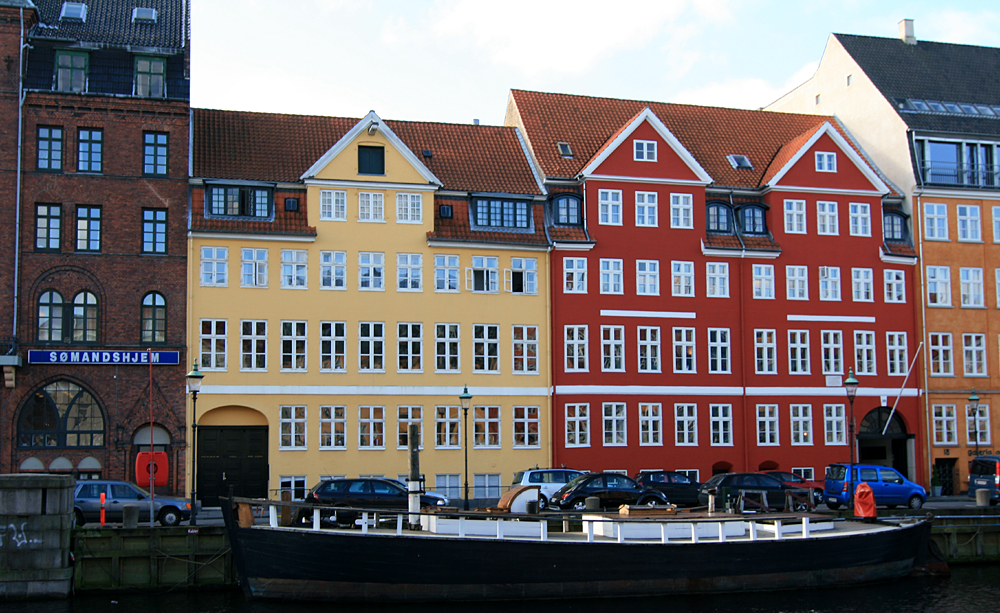
Nyhavn 20-22
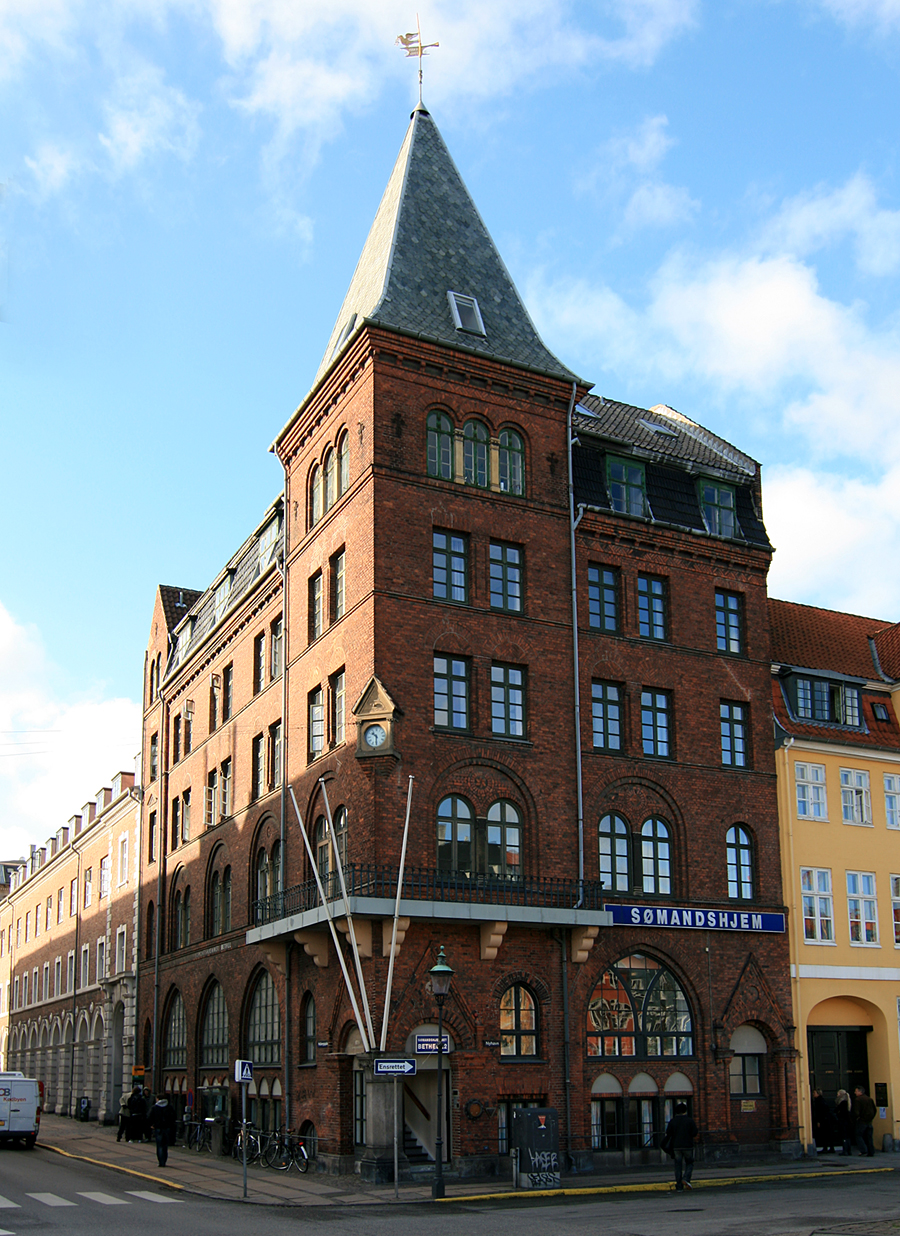
Nyhavn 22
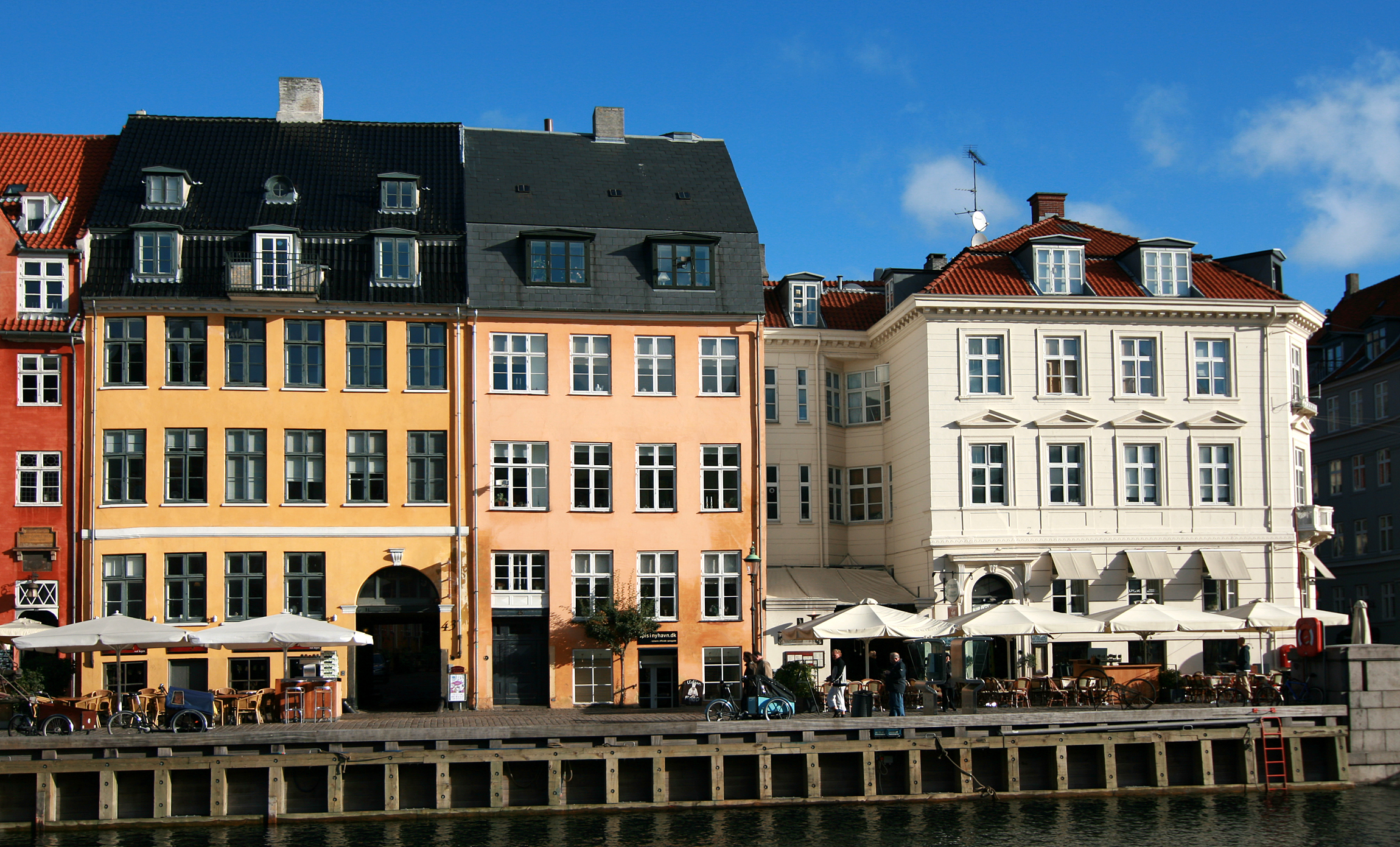
Nyhavn 43-47
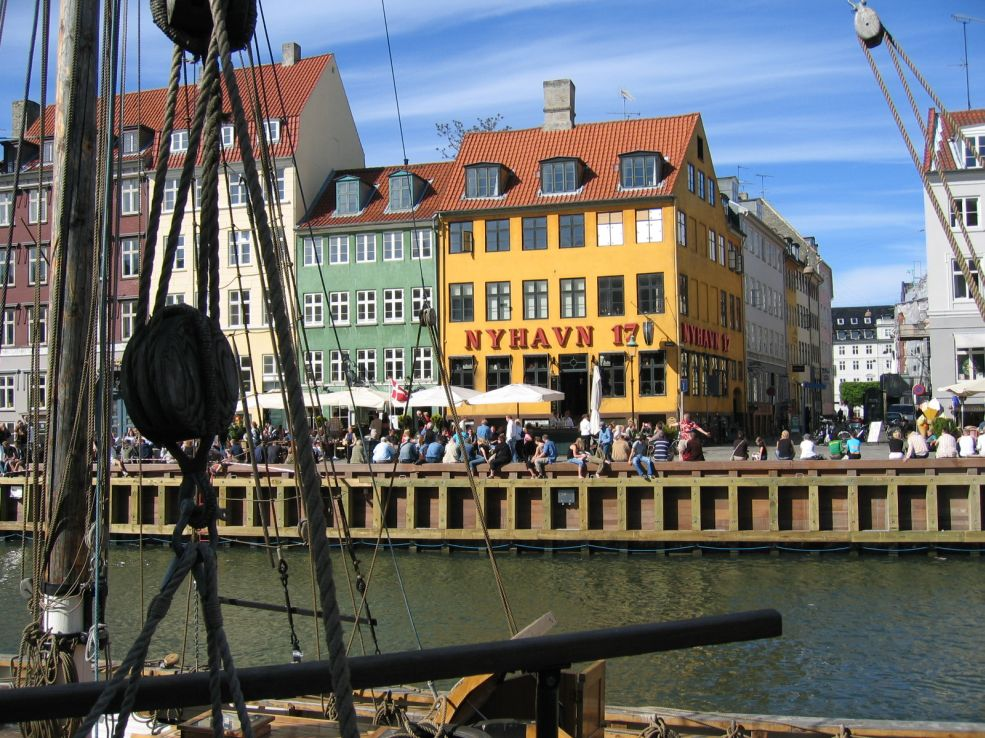
Nyhavn
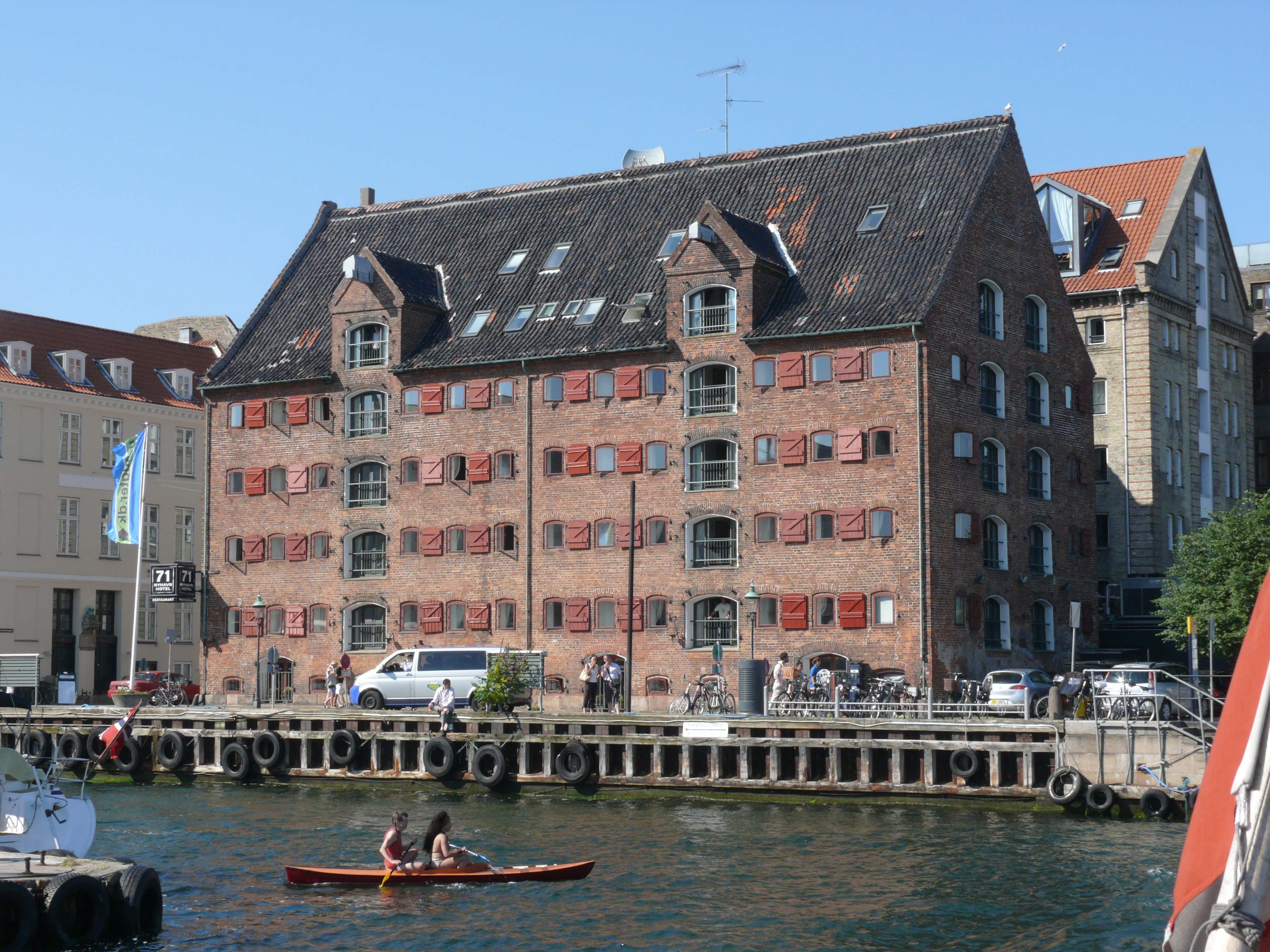
71 Nyhavn, ara un hotel